# فيليب هافنر
فيليب هافنر (بالألمانية: Philipp Hafner)‏ هو ناقد أدبي وكاتب ومؤلف نمساوي، ولد في 1731 في فيينا في النمسا، وتوفي بنفس المكان في 1764.